# Lachnopodus gibsonhilli
Lachnopodus gibsonhilli is een krabbensoort uit de familie van de Xanthidae. De wetenschappelijke naam van de soort is voor het eerst geldig gepubliceerd in 1950 door Tweedie.